# Dražen Kutleša
Dražen Kutleša (ur. 25 września 1968 w Tomislavgradzie) – chorwacki duchowny katolicki, arcybiskup metropolita splicko-makarski w latach 2022-2023, arcybiskup metropolita zagrzebski od 2023.

## Życiorys

### Prezbiterat
Święcenia kapłańskie otrzymał 29 czerwca 1993 i został inkardynowany do diecezji mostarsko-duvnijskiej. Pracował jako wikariusz przy mostarskiej katedrze i jako administrator parafii w Grude. Był także m.in. wykładowcą mostarskiego instytutu teologicznego i wicekanclerzem kurii. W 2001 obronił doktorat z prawa kanonicznego na Papieskim Uniwersytecie Urbaniana. Od 2006 był oficjałem w Kongregacji ds. Biskupów.

### Episkopat
17 października 2011 papież Benedykt XVI mianował go biskupem koadiutorem diecezji porecko-pulskiej. Sakry biskupiej udzielił mu 10 grudnia 2011 ówczesny prefekt Kongregacji ds. Biskupów – kardynał Marc Ouellet. 14 czerwca 2012 po przejściu na emeryturę poprzednika objął pełnię rządów w diecezji.
11 lipca 2020 papież Franciszek mianował go arcybiskupem koadiutorem archidiecezji splicko-makarskiej. Rządy w archidiecezji objął 13 maja 2022 po przejściu na emeryturę poprzednika. 18 października 2022 został wybrany przewodniczącym Konferencji Episkopatu Chorwacji.
14 lutego 2023 ten sam papież przeniósł Kutlešę na urząd arcybiskupa koadiutora archidiecezji zagrzebskiej. Pełnię rządów w tej archidiecezji objął 15 kwietnia 2023.